# Rodan

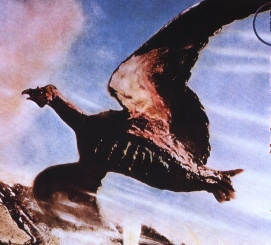
Rodan

Rodan (ラドン, Radon) är ett monster, en flygödla, från de japanska filmerna.
Rodan dök upp för första gången i filmen Rodan som var den första färgfilmen Toho gjorde. I den filmen anfaller två stycken Rodaner staden Sasebo och lägger den i ruiner. De blir senare dödade av ett vulkanutbrott.
Rodan dyker upp senare i filmen Ghidorah, the Three-Headed Monster. I den samarbetar Rodan med Godzilla och Mothra mot monstret King Ghidorah. I filmen Invasion of Astro-Monster blir Rodan, Godzilla och King Ghidorah kontrollerade av utomjordingar för att förinta världen. När Rodan och Godzilla blir fria från att bli kontrollerade, anfaller de King Ghidorah och kastar ut honom i rymden igen.
I filmen Godzilla vs. Mechagodzilla II, tror Rodan att Baby Godzilla är hans bror och försöker beskydda honom från först Godzilla och sedan från Mechagodzilla.
I Godzilla: Final Wars är Rodan ett av de monster som blir kontrollerad av utomjordingar från Planet X som kommit tillbaka för att hämnas. De skickar Rodan till New York där han anfaller. När Godzilla är på väg till Tokyo, utomjordingarna skickar Rodan, King Caecar och Anguirus för att döda Godzilla men Godzilla besegrar dem istället.

## Filmografi
- Rodan
- Ghidorah, the Three-Headed Monster
- Invasion of Astro-Monster
- Alla monster ska förstöras
- Godzilla vs. Mechagodzilla II
- Godzilla: Final Wars
- Godzilla: King of the Monsters